# Lovelorn
Lovelorn to pierwszy studyjny album norweskiej grupy gothic metalowej, Leaves' Eyes. Został wydany w roku 2004. Niemal wszystkie partie wokalne wykonuje Liv Kristine, jednak pewien udział w nich ma również Alexander Krull.

## Lista utworów
1. Norwegian Lovesong
2. Tale Of The Sea Maid
3. Ocean's Way
4. Lovelorn
5. The Dream
6. Secret
7. For Amelie
8. Temptation
9. Into Your Light
10. Return To Life